# Jutrosin
Jutrosin [ju'trɔɕin] (deutsch Jutroschin, älter auch Gutterschin) ist eine Stadt in Polens Woiwodschaft Großpolen. Sie ist Sitz der gleichnamigen Stadt-und-Land-Gemeinde mit 7044 Einwohnern (Stand 31. Dezember 2020).

## Geographische Lage
Die Stadt liegt in der historischen Region Großpolen an dem Flüsschen Orla (Horle), etwa 90 Kilometer südlich der Stadt Posen und 25 Kilometer östlich der Kreisstadt Rawicz (Rawitsch).

## Geschichte

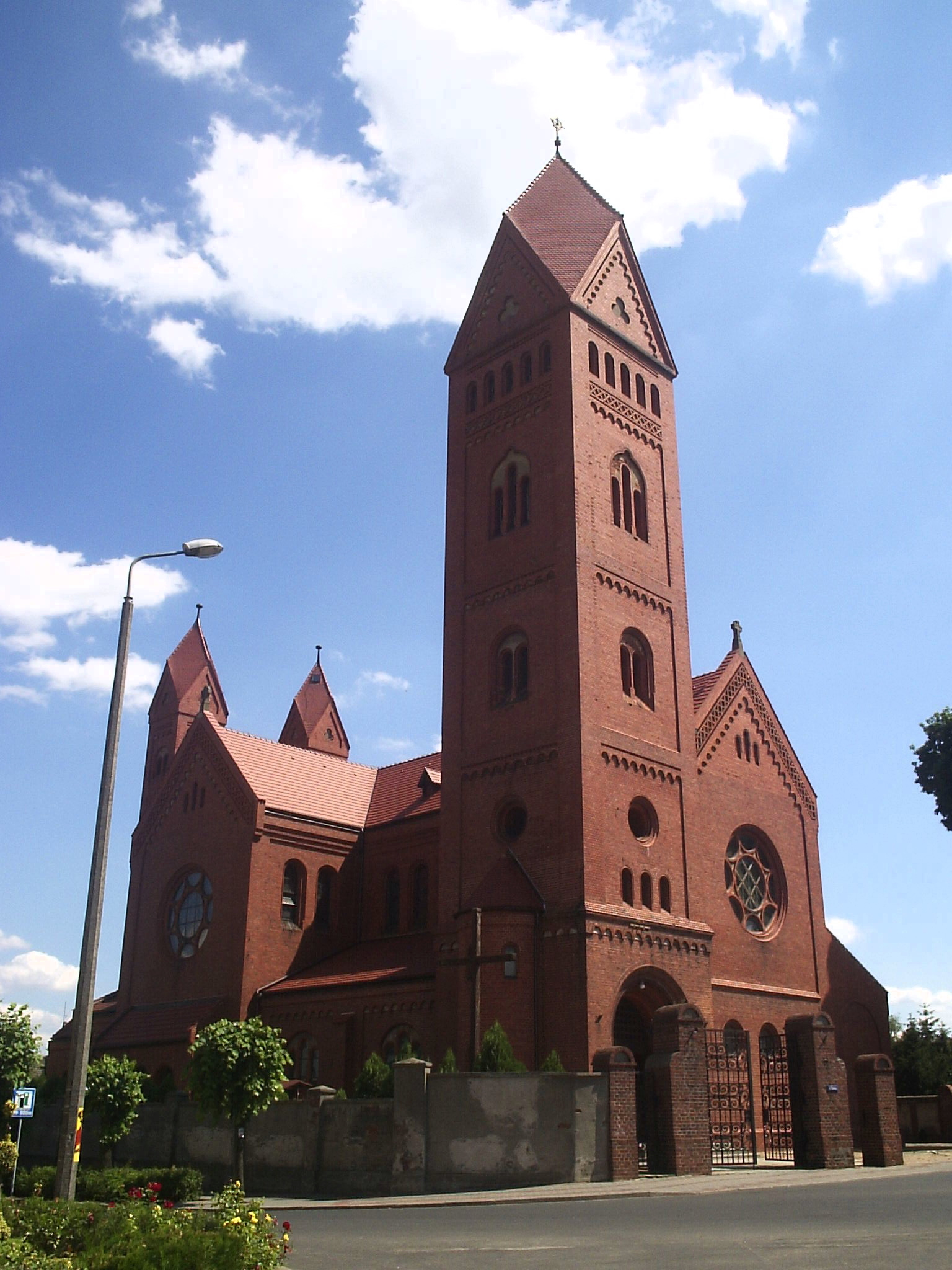
Kirche der heiligen Elisabeth

Die erste urkundliche Erwähnung des Ortes stammt aus dem Jahr 1281. Der Name des Ortes geht zurück auf den Personennamen Jutrocha, ein ehemaliger Besitzer der Ortschaft. Die Verleihung des Stadtrechts erfolgte wahrscheinlich im Jahr 1534. 1861 wütete ein schwerer Brand in der Stadt und vernichtete die Kirche, 83 Wohnhäuser und 40 Scheunen.
Bei der Zweiten Teilung Polens 1793 kam die Stadt unter preußische Herrschaft. Unterbrochen war die preußische Zeit von 1807 und 1815,  als Jutrosin Teil des Herzogtums Warschau war. Über 100 Jahre gehörte sie zum Kreis Rawitsch in der Provinz Posen. Nach dem Posener Aufstand (1918–1919) und dem Friedensvertrag von Versailles kam die Stadt zur Zweiten Polnischen Republik. Im September 1939 besetzte die Wehrmacht die Stadt. Während der Besatzung wurde die Stadt erst in Orlahöh und zum 18. Mai 1943 in Horlen umbenannt. Nach dem Zweiten Weltkrieg kam die Stadt 1945 wieder zu Polen.

### Demographie
| Jahr | Einwohnerzahl | Anmerkungen |
| ---- | ------------- | --- |
| 1800 | 1259          | zum Teil Polen, 103 Juden |
| 1803 | 1352          | [ 4 ] |
| 1816 | 1352          | nach anderen Angaben 1325 Einwohner, davon 501 Evangelische, 705 Katholiken, 119 Juden                                                                                       |
| 1821 | 1607          | [ 4 ] |
| 1826 | 1700          | in 220 Häusern, 160 Juden |
| 1837 | 1691          | [ 3 ] |
| 1843 | 1793          | [ 3 ] |
| 1858 | 1963          | [ 3 ] |
| 1861 | 1998          | [ 3 ] |
| 1867 | 2017          | am 3. Dezember |
| 1871 | 1977          | darunter 830 Evangelische, 820 Katholiken und 220 Juden (450 Polen); nach anderen Angaben 1977 Einwohner (am 1. Dezember), davon 813 Evangelische, 971 Katholiken, 193 Juden |
| 1885 | 1996          | [ 9 ] |
| 1900 | 1906          | meist Katholiken |
| 1910 | 1804          | am 1. Dezember |

| Jahr | Einwohner | Anmerkungen     |
| ---- | --------- | --------------- |
| 2007 | 1879      | am 31. Dezember |
| 2019 | 1984      | am 30. Juni     |

## Sehenswürdigkeiten
Zu den Sehenswürdigkeiten zählt das Rathaus, errichtet 1840 und der Markt mit Häusern aus dem 19. Jahrhundert. Weiterhin sind die Kirche der heiligen Elisabeth (Kościół pw. św. Elżbiety) sowie die Friedhofskirche aus dem Jahr 1777 sehenswert.

## Gemeinde
Zur Stadt-und-Land-Gemeinde (gmina miejsko-wiejska) Jutrosin gehören die Stadt selbst und 18 Dörfer mit Schulzenämtern etwa 153 km².

## Verkehr
Durch Jutrosin verläuft keine Landesstraße (droga krajowa) oder Wojewodschaftsstraße (droga wojewódzka). Etwa sechs Kilometer nördlich verläuft die Landesstraße 36, 15 Kilometer östlich die Landesstraße 15.
Die Stadt verfügt über keinen eigenen Bahnanschluss.
Der nächste internationale Flughafen ist der 80 Kilometer südlich gelegene Nikolaus-Kopernikus-Flughafen Breslau.

## Söhne und Töchter der Stadt
- Edmund Elend (1881–1933), Kaufmann und Kaufhausbesitzer
- Michael Friedländer (Orientalist) (1833–1910)
- Karl Konrad (1881–1958), Gymnasiallehrer, Schriftsteller und Studentenhistoriker
- Alfred Trzebinski (1902–1946), SS-Arzt in Auschwitz, Majdanek und Neuengamme
- Günther Becker (1912–1980), Zoologe, Entomologe und Holzforscher
- Krystyna Łybacka (1946–2020), Politikerin